# Kitoj
De Kitoj (Russisch: Китой) is een rivier in de oblast Irkoetsk en Boerjatië in Rusland. Het is een linkerzijrivier van de Angara. Ze is 316 km lang en heeft een stroomgebied van 9.190 km². De Kitoj bevriest in de tweede helft van oktober en ontdooit pas laat april - begin mei. De stad Angarsk ligt aan de samenvloeiing van de Kitoj en de Angara.